# Napoca Rally Academy
Înființată în anul 2007, sub numele de Napoca Rally Team, Napoca Rally Academy a castigat numeroase titluri de campioană națională pe echipe la raliuri, în cadrul Campionatului Național de Raliuri.

## Componența echipei

### Echipa de seniori

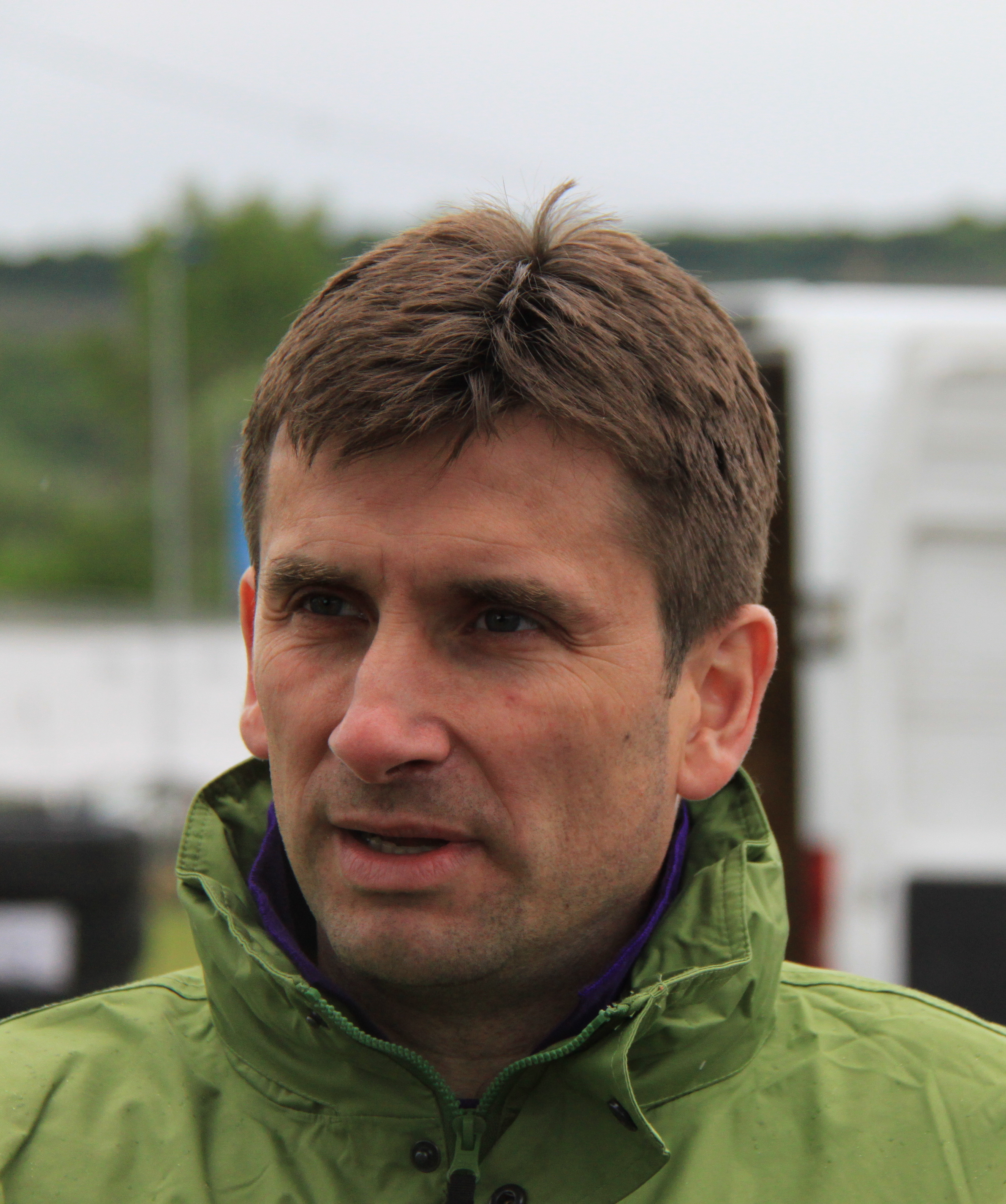
Bogdan Marișca (Mai 2010)

- Simone Tempestini - campion mondial de raliuri la juniori JWRC (2016), de patru ori campion național absolut (2015, 2016, 2018, 2019)
- Bogdan Marișca - campion național absolut in Romania (2005, 2017) si vice campion național absolut (2002, 2004, 2007, 2011)
- Mihnea Muresan - campion național la juniori si clasa 7 (2019), campion Cupa Dacia (2017, 2018)
- Norbert Maior - campion național clasa 9 (2019), vicecampion Cupa Peugeot Ungaria (2019), vicecampion Cupa Dacia (2016, 2017)

### Echipa de juniori
Cei mai notabili piloti ai echipei de juniori au fost Florin Tincescu și Simone Tempestini.

### Fosti piloti
- Marco Tempestini - campion TT în Italia, dublu castigator al FIA East Europe Rallying Cup
- Daniel Ungur - campion național gr. N (2004) si clasa 11 (2011)
- Vlad Cosma - campion național juniori, campion național gr. F2, campion național Cupa Suzuki si clasa 9 (2015)

În paralel cu activitatea competiționala, Napoca Rally Academy are si o ramură care se ocupa de școala de pilotaj sportiv si una pentru conducere defensivă. De asemenea, NRA participă la numeroase activitați de responsabilizare în trafic, printre care: Noi 2 pentru SMURD, Fiecare secundă conteaza, Be Cool, Clujul are suflet.

## Legaturi externe
- Site oficial